# Энгельхардт, Янник
Янник Энгельхардт (нем. Yannik Engelhardt; род. 7 февраля 2001, Гёттинген, Нижняя Саксония) — немецкий футболист, опорный полузащитник клуба «Комо».

## Клубная карьера
Энгельхардт — воспитанник клубов «Айнтрахт Хохбернси», «Айхсфельд» и «Вердер». В 2019 году он начал выступать за дублирующий состав последних. В 2021 году Энгельхардт на правах аренды перешёл в «Фрайбург», где выступал за команду дублёров. По окончании аренды клуб выкупил трансфера игрока. В 2023 году Энгельхардт подписал контракт с дюссельдорфской «Фортуной». 29 июля в матче против берлинской «Герты» он дебютировал во Второй Бундеслиге. 1 сентября в поединке против «Карлсруэ» Янник забил свой первый гол за «Фортуну».
В 2024 году Энгельхардт перешёл в итальянским «Комо», подписав контракт на 3 года. В матче против «Ювентуса» он дебютировал в итальянской Серии A. 30 ноября в поединке против «Монцы» Янник забил свой первый гол за «Комо».